# Монастырь Хорайца
Монастырь Хорайца (рум. Mănăstirea Horaița) в честь Крещения Господня — мужской монастырь Ясской архиепископии Румынской православной церкви в коммуне Крэкэоани Нямецкого жудеца.
Монастырь основан в 1822 году монахом Иринархом (Росети) из Нямецкого монастыря по благословению и при существенном вкладе митрополита Вениамина (Костаки). Первая деревянная церковь построена до 1824 года и была освящена в честь Сошествия Святого Духа. Монастырь получил поддержку от господарей Санду Стурдзы (1822—1828) и Михаила Стурдзы (1834—1839). Основатель монастыря Иринарх получил сан архимандрита и управлял обителью до 1837 года, когда по болезни отошёл от дел и отправился в Святую землю. В монастыре тогда проживало около 70 насельников.
По благословению митрополита Вениамина архимандрит Иринарх оставляет настоятелем своего сподвижника Ермогена (Бухуша), которого также возвели в сан архимандрита. В 1848 году она начинает строительство новой каменной церкви Крещения Господня. Церковь строилась на пожертвования верующих, в том числе господарей Григория Александра Гикы и Александра Иона Кузы и митрополита Каллиника (Миклеску). Церковь имела 30 м в длину, 17 м в ширину и 20 м в высоту с толщиной стен от 1,6 до 4 м. 20 октября 1867 года храм был освящён митрополит Каллиником (Миклеску). Также при архимандрите Ермогене в 1850—1852 годах в северной части монастыря построена зимняя церковь Святителя Николая, а в 1853—1855 годах — колокольня, в первом ярусе которой устроен небольшой храм Сошествия Святого Духа. Остальные сохранившиеся монастырские постройки построены после 1920 года.
В 2016 году в обители проживало 20 насельников .